# Batalla de Khàrkiv (2022)
La batalla de Khàrkiv és un enfrontament militar que va tenir lloc a la ciutat de Khàrkiv a Ucraïna durant la invasió russa d'Ucraïna el 2022. Khàrkiv, situada a només 20 milles al sud de la frontera entre Rússia i Ucraïna, és la segona ciutat més gran d'Ucraïna i es considerava un objectiu important per a l'exèrcit rus.

## Començament de la batalla
El 24 de febrer, les forces russes van travessar la frontera i van començar a avançar cap a Khàrkiv, trobant resistència ucraïnesa. Els russos també van disparar bombardejos d'artilleria contra la ciutat, matant un infant.
El 25 de febrer, començaren a haver enfrontaments pels suburbis del nord de la ciutat, a prop del poble de Tsyrkuny, on les forces ucraïneses van poder resistir els russos.
El 26 de febrer, Oleh Synyehubov, el governador de l'òblast de Khàrkiv, va afirmar que tota la ciutat estava sota control ucraïnés. Funcionaris nord-americans van afirmar que els combats més intensos de tot el conflicte es van produir allà.
A primera hora del matí del 27 de febrer, les forces russes van destruir un gasoducte a Khàrkiv. Hores després, les forces russes van entrar a Khàrkiv, amb Synyehubov afirmant que s'estaven produint forts combats a la ciutat, i l'assessor del Ministeri de l'Interior Anton Gerashchenko va afirmar que hi havia combats als carrers al centre de la ciutat. Mentrestant, el portaveu del Ministeri de Defensa rus, Igor Konashenkov, va declarar que les forces russes havien assegurat la rendició del 302è Regiment de míssils antiaeri ucraïnès i havien capturat 471 soldats ucraïnesos, una afirmació que fonts ucraïneses han negat.
Segons el cap de l'oficina de la presidència ucraïnesa, Oleksiy Arestovich, les forces del país havien destruït la meitat dels vehicles militars russos que havien accedit a la ciutat. A migdia, el governador anuncià que les forces ucraïneses havien recuperat el control total de la ciutat.
El 28 de febrer, Herashchenko va afirmar que els atacs amb coets russos a la ciutat havien matat a dotzenes de civils, mentre que Synyehubov va informar que onze civils van ser assassinats i dotzenes de ferits, i Ihor Terekhov, l'alcalde de Khàrkiv, va informar que nou civils van ser assassinats i 37 ferits. Un dels morts va ser un estudiant de 25 anys d'Algèria, assassinat per un franctirador rus.
Més tard, el 28 de febrer, Terékhov va informar que les forces russes estaven començant a destruir subestacions elèctriques a Khàrkiv, resultant en algunes àrees de la ciutat desconnectades de l'energia, l'escalfament i l'aigua. També va afegir que 87 cases havien estat danyades en bombardejos russos. Igualment es va informar que la fàbrica de Malyshev havia estat destruïda pels bombardejos russos.
Al mateix dia Human Rights Watch va declarar que les forces russes van utilitzar bombes de raïm als districtes d'Industrial, Saltivski i Shevchenkivski de la ciutat. Human Rights Watch va assenyalar que l'ús de bombes de raïm està prohibit per la Convenció de 2010 sobre Municions en Raïm i que el seu ús "podria constituir un crim de guerra", a causa de l'amenaça que suposen per als civils.

## Lluites intensificades

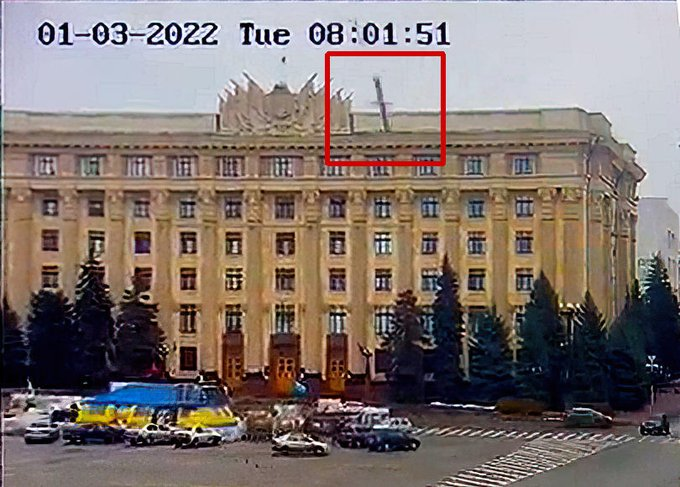
Moment en què un míssil Kalibr està caient a l'edifici administratiu de l'òblast de Khàrkiv

El matí de l'1 de març, un míssil rus 3M54 Kalibr va colpejar la Plaça de la llibertat al centre de Khàrkiv, detonant davant de l'edifici administratiu de la província de Khàrkiv. El consolat eslovè va ser destruït a l'explosió. També es va danyar un teatre d'òpera i una sala de concerts. Almenys 24 persones van resultar ferides i 29 van morir, segons l'administració regional.
La Federació de Biatló d'Ucraïna va informar més tard que un dels soldats ucraïnesos assassinats a Khàrkiv l'1 de març va ser Ievgueni Malixev, un biatleta i antic membre de l'equip nacional ucraïnès.
Al mateix dia, es va informar que un estudiant indi de 21 anys d'edat que estudiava a la Universitat Nacional de Mèdica de Khàrkiv havia mort durant el bombardeig rus. L'estudiant era del poble de Chalageri a Karnataka. Segons el coordinador estudiantil local indi, va morir per un atac aeri al matí mentre estava en una alineació per comprar queviures. Les autoritats índies més tard van anunciar que havien evacuat tots els nacionals indis de Kíev com a part d'una operació més àmplia. Dels 8.000 estudiants indis que encara estaven a Ucraïna l'1 de març, al voltant de la meitat es trobaven a Khàrkiv i Sumi. Un membre de la Missió Especial de Monitoratge de l'OSCE a Ucraïna, Mayna Fenina, també va morir durant el bombardeig.
El 2 de març, Synyehubov va declarar que almenys 21 persones havien mort i 112 havien resultat ferides en les 24 hores anteriors. Els paracaigudistes russos van desembarcar a Khàrkiv i van dur a terme una incursió en un hospital militar ucraïnès després d'un assalt aeri a la ciutat, provocant forts enfrontaments entre les forces russes i ucraïneses. Un funcionari local va afirmar més tard que les forces ucraïneses encara controlaven l'hospital.
La seu de la policia de Khàrkiv, una acadèmia militar i la Universitat Nacional de Khàrkiv van ser danyades pel bombardeig rus durant el matí. Diverses zones residencials també van ser atacades per míssils russos. Els míssils russos més tard van colpejar la plaça de la Llibertat de nou, danyant l'edifici de l'Ajuntament de Khàrkiv i el Derjprom, a més d'alguns edificis de gran alçada.
La nit del 2 de març, dos míssils van atacar la seu de les Forces de Defensa Territorial de Khàrkiv. La catedral d'Assumpció, que era utilitzada com a refugi per civils, també va ser danyada, juntament amb l'Església catòlica de Sant Antoni. La CNN va publicar un informe que afirmava que de totes les 16 ubicacions a Khàrkiv dirigides pels bombardejos russos aquella setmana; només tres eren àrees no civils.
El Servei de Seguretat d'Ucraïna va declarar el 6 de març que els BM-21 Grad russos estaven bombardejant l'Institut de Física i Tecnologia de Khàrkiv, que alberga una instal·lació d'investigació nuclear, i va advertir que podria conduir a un desastre ecològic a gran escala. L'Agència Internacional de l'Energia Atòmica va declarar l'endemà que les instal·lacions de recerca nuclear havien estat danyades, però no hi va haver cap fuita de radiació. Els funcionaris d'emergència locals van declarar que almenys vuit civils havien mort en els bombardejos de la ciutat durant la nit. El consolat d'Azerbaidjan a la ciutat va ser greument danyat i el consolat d'Albània va ser enderrocat.
El 7 de març, el Ministeri de Defensa ucraïnès va anunciar que les forces ucraïneses havien matat al Major General rus Vitali Geràssov, un comandant adjunt del 41è Exèrcit d'Armes Combinades. Aquesta afirmació més tard va resultar ser falsa, ja que Geràssímov va rebre l'Orde d'Alexandre Nevski el 23 de maig. Els soldats russos també van matar dos voluntaris civils al Feldman Ecopark quan van entrar al recinte dels animals per alimentar-los.
El 8 de març, Synyehubov va declarar que més de 600.000 civils havien estat evacuats de la ciutat a través dels ferrocarrils. Els funcionaris ucraïnesos van declarar que tot Khàrkiv estava sota el seu control, i que a part d'alguns bombardejos als afores de la ciutat, no es va prendre cap acció ofensiva russa.
El 10 de març, el Servei d'Emergència Estatal d'Ucraïna va declarar que quatre persones, incloent-hi dos nens, van ser assassinats per bombardejos russos a Khàrkiv. Els bombardejos russos també van destruir un centre comercial al centre de la ciutat. Més tard, Heraixtxenko va afirmar que un atac aeri rus havia colpejat l'Institut de Física i Tecnologia de Khàrkiv.
El 14 de març, els bombardejos russos van colpejar una zona residencial, matant dos civils i ferint-ne un.
El 15 de març, Synyehubov va afirmar que la ciutat havia estat bombardejada 65 vegades, matant un civil, i que 600 edificis residencials havien estat destruïts.
El 16 de març, Ucraïna va informar que havien matat Ígor Nikolàiev, comandant de la 252a Brigada de Fusellers Motoritzats, juntament amb el 30% del personal i equip del regiment. El mateix dia, funcionaris ucraïnesos van afirmar que tres civils van morir i cinc van ser ferits quan les forces russes van bombardejar un mercat.
El 18 de març, la Fiscalia Regional de Khàrkiv va informar de bombardejos d'edificis residencials als districtes de Slobidski i Moskovski de la ciutat. A més, la construcció de l'Institut d'Administració Estatal de l'Acadèmia Nacional d'administració pública va ser parcialment arruïnada. El bombardeig rus de Saltivka va matar Boris Romantxenko, de noranta-sis anys, que va sobreviure a quatre camps de concentració nazis i es va dedicar a preservar la memòria dels crims del nazisme.
El 19 de març, Oleh Synyehubov, el cap designat de l'Administració Civil-Militària Regional de Khàrkiv, va declarar que els suburbis del nord de Khàrkiv havien estat sota bombardeig constant i que el centre de la ciutat estava sent colpejat per projectils i coets. Va afirmar que nombrosos edificis administratius i culturals havien estat danyats i destruïts. També va declarar que les forces ucraïneses havien contraatacat, empenyent les forces russes lluny dels afores de la ciutat.
El 24 de març, un atac aeri rus va colpejar una oficina de Nova Poshta, matant sis civils i ferint almenys 15.
El 26 de març, els projectils russos van danyar un monument al memorial de l'Holocaust Drobytsky Yar.
El 28 de març, l'alcalde de Khàrkiv Ihor Terekhov va dir que prop del 30% dels residents de la ciutat havien abandonat Khàrkiv des de l'inici de la guerra. El cap d'HOVA, el governador militar Oleh Synyehubov, va informar que els russos havien tornat a colpejar els barris de la ciutat amb municions de ram. També va afirmar que en diverses direccions els combatents ucraïnesos havien contraatacat i que havien netejat l'enemic de Mala Rohan i Vilkhivka.
El 31 de març enmig del bombardeig rus de Khàrkiv, les autoritats russes van atribuir una explosió en un dipòsit de subministrament de petroli aproximadament a 40 km al nord de la frontera a Belgorod, dins de Rússia, a un atac de dos helicòpters militars Mil Mi-24 ucraïnesos. Mentrestant, els russos van afirmar haver matat, el mateix dia, més de 100 "extremistes i mercenaris" de països occidentals a Khàrkiv amb un atac de míssils d'alta precisió a la base de defensa.
El 2 d'abril, segons Synyehubov, els russos estaven passant per alt Izium per continuar cap a les regions de Luhansk i Donetsk.
El 3 d'abril de 2022, el govern ucraïnès va declarar que dos soldats russos havien estat assassinats i 28 més hospitalitzats després que civils ucraïnesos lliuressin pastissos enverinats a soldats russos de la 3a Divisió de Fusellers Motoritzats a Khàrkiv.
Malgrat les retirades limitades de Rússia al nord de la ciutat i el forçament ucraïnès de la carretera a Txuhuiv, el 4 d'abril, el ministeri de defensa d'Ucraïna va advertir que els invasors es preparaven per llançar un nou assalt per prendre la ciutat des de l'est.
El 17 d'abril, Synyehubov va afirmar a Telegram que els pobles de Bazaliyivka, Lebyazhe i part de Kutuzivka van ser recuperats en una contraofensiva ucraïnesa, i que les forces havien avançat a prop del poble de Mala Rohan. A més, va declarar que les forces ucraïneses havien destruït cinc tancs i deu vehicles blindats "per foc a reacció" i havien matat o capturat 100 soldats russos.
El 27 d'abril, Khàrkiv va quedar parcialment encerclat.
El 29 d'abril, Synyehubov va dir que des que va començar la guerra, més de 2.000 edificis de la ciutat van ser danyats o destruïts També el 29 d'abril es va informar que el poble Ruska Lozova, prop de Khàrkiv, va ser recuperat per Ucraïna.

### Contraofensiva ucraïnesa
El 2 de maig, l'Institut per a l'Estudi de la Guerra (ISW) va informar que Ucraïna va reprendre el poble de Staryi Saltiv, a 40 km a l'est de la ciutat.
El 6 de maig, la ISW va descriure una contraofensiva ucraïnesa "al llarg d'un ampli arc" al nord i a l'est de Khàrkiv, informant que Ucraïna havia reconquerit "diversos pobles", incloent-hi Tsyrkuny, Peremoha i part de Txerkaski Tixki. La ISW va especular que Ucraïna "pot empènyer amb èxit les forces russes fora de l'abast de l'artilleria de Khàrkiv en els dies vinents".
El 7 de maig, les forces ucraïneses van informar que cinc pobles al nord-est de Khàrkiv havien estat recuperats. Citant un funcionari ucraïnès, el New York Times va dir que la batalla per Khàrkiv no havia acabat, però que en aquest moment Ucraïna dominava. L'avanç cap al nord i l'est, realitzat principalment per la 92a Brigada Mecanitzada i la 93a Brigada Mecanitzada, va obligar les forces russes a retirar-se a través del riu Donets mentre bufaven els ponts darrere d'ells.
El 10 de maig, les forces ucraïneses van afirmar haver reconquerit quatre assentaments. Aquesta contraofensiva, si té èxit, podria portar les forces ucraïneses a diversos quilòmetres de la frontera russa.
El 12 de maig, el Ministeri de Defensa del Regne Unit va informar que Rússia havia retirat unitats de la zona de Khàrkiv.
El 13 de maig, la ISW va opinar que Ucraïna havia "guanyat la batalla de Khàrkiv". L'alcalde de Khàrkiv va dir a la BBC: "No hi ha hagut bombardejos a la ciutat durant els últims cinc dies. Només hi va haver un intent dels russos d'atacar la ciutat amb un coet míssil prop de l'aeroport de Khàrkiv, però el míssil va ser eliminat per la defensa aèria ucraïnesa."